# Чименто, Энрике
Энрике Чименто (исп. Enrique Chimento) — аргентинский футболист, защитник.

## Карьера
Энрике Чименто начал карьеру в клубе «Барракас Сентраль», откуда в 1927 году он перешёл в «Ланус». В 1933 году Чименто возвратился в «Барракас Сентраль», где играл до 1938 года.
В составе Аргентины Чименто дебютировал 18 июня 1933 года в матче с «Коло-Коло» (3:3). Всего за сборную провёл 12 игр. Он поехал в составе национальной команды на чемпионат мира, но на поле не выходил. Последнюю игру за сборную Аргентины Чименто сыграл 14 июня 1934 года в матче со сборной клубов Италии.

## Международная статистика
| Матчи Энрике Чименто за сборную Аргентины | Матчи Энрике Чименто за сборную Аргентины | Матчи Энрике Чименто за сборную Аргентины | Матчи Энрике Чименто за сборную Аргентины | Матчи Энрике Чименто за сборную Аргентины | Матчи Энрике Чименто за сборную Аргентины | Матчи Энрике Чименто за сборную Аргентины |
| ----------------------------------------- | ----------------------------------------- | ----------------------------------------- | ----------------------------------------- | ----------------------------------------- | ----------------------------------------- | ----------------------------------------- |
| №                                         | Дата                                      | Место проведения                          | Оппонент                                  | Счёт                                      | Голы                                      | Турнир                                    |
| 1                                         | 18 июня 1933                              | Сантьяго                                  | Коло-Коло                                 | 3:2                                       | —                                         | Товарищеский матч                         |
| 2                                         | 22 июня 1933                              | Сантьяго                                  | сборная Сантьяго Насьональ и Грин Кросс   | 6:5                                       | —                                         | Товарищеский матч                         |
| 3                                         | 25 июня 1933                              | Вальпараисо                               | Итальяна Вальпаисо                        | 3:1                                       | —                                         | Товарищеский матч                         |
| 4                                         | 29 июня 1933                              | Сантьяго                                  | Унион Эспаньола                           | 1:0                                       | —                                         | Товарищеский матч                         |
| 5                                         | 2 июля 1933                               | Сантьяго                                  | Магальянес                                | 6:4                                       | —                                         | Товарищеский матч                         |
| 6                                         | 1 ноября 1933                             | Буэнос-Айрес                              | сборная Росарио                           | 3:0                                       | —                                         | Товарищеский матч                         |
| 7                                         | 9 марта 1934                              | Росарио                                   | Ньюэллс Олд Бойз                          | 2:2                                       | —                                         | Товарищеский матч                         |
| 8                                         | 11 марта 1934                             | Санта-Фе                                  | Унион (Санта-Фе)                          | 5:3                                       | —                                         | Товарищеский матч                         |
| 9                                         | 18 марта 1934                             | Кордова                                   | Тальерес (Кордова)                        | 0:0                                       | —                                         | Товарищеский матч                         |
| 10                                        | 19 марта 1934                             | Кордова                                   | Архентино Пеньяроль                       | 3:3                                       | —                                         | Товарищеский матч                         |
| 11                                        | 30 марта 1934                             | Буэнос-Айрес                              | Ривер Плейт                               | 4:1                                       | —                                         | Товарищеский матч                         |
| 12                                        | 14 июня 1934                              | Милан                                     | сборная клубов Италии                     | 2:0                                       | —                                         | Товарищеский матч                         |